# Fire and Rain
Singles de James Taylor
Sweet Baby James
(1970) Carolina in My Mind
(1970)
Fire and Rain est une chanson de l'auteur-compositeur-interprète américain James Taylor extraite de son second album, sorti sous le label Warner Bros. Records en février 1970 et intitulé Sweet Baby James.
Publiée en single (aussi en février 1970), la chanson a atteint la 3e place du Hot 100 du magazine musical américain Billboard, passant en tout 16 semaines dans le chart.
En 2004, Rolling Stone a classé cette chanson, dans la version originale de James Taylor, 227e sur la liste des « 500 plus grandes chansons de tous les temps ». (En 2010, le magazine rock américain a mis à jour sa liste, maintenant la chanson est aussi 227e.)
En 1998, Fire and Rain a reçu le Grammy Hall of Fame Award.

## Enregistrement
L'enregistrement de James Taylor a été produit par Peter Asher.

## Certifications
| Pays              | Certification | Unités certifiées |
| ----------------- | ------------- | ----------------- |
| Royaume-Uni (BPI) | Argent        | 200 000           |